# América Dourada
América Dourada é um município brasileiro do estado da Bahia. Localizada no centro-norte baiano, faz parte da microrregião de Irecê, com outros mais municípios que tomam por reconhecimento na atividade da irrigação agrícola, como João Dourado e Lapão. América Dourada é conhecida como uma das cidades mais festeiras do interior da Bahia.

## História
Histórico de América Dourada

 •  1915 – Criação do Distrito de América Dourada, pertencendo ao município de Morro do Chapéu;

 •  1926 – Transferência para o município de Irecê; e

 •  1985 – Elevação à categoria de município.

O povoamento do atual município de América Dourada teve início com os descendentes de João José da Silva Dourado em 1870. Mais tarde, constituíram um povoado que recebeu o nome de "Mundo Novo." Quando soube-se que existia uma cidade com o mesmo nome, o título da localidade foi alterado para "América Dourada."

## Geografia

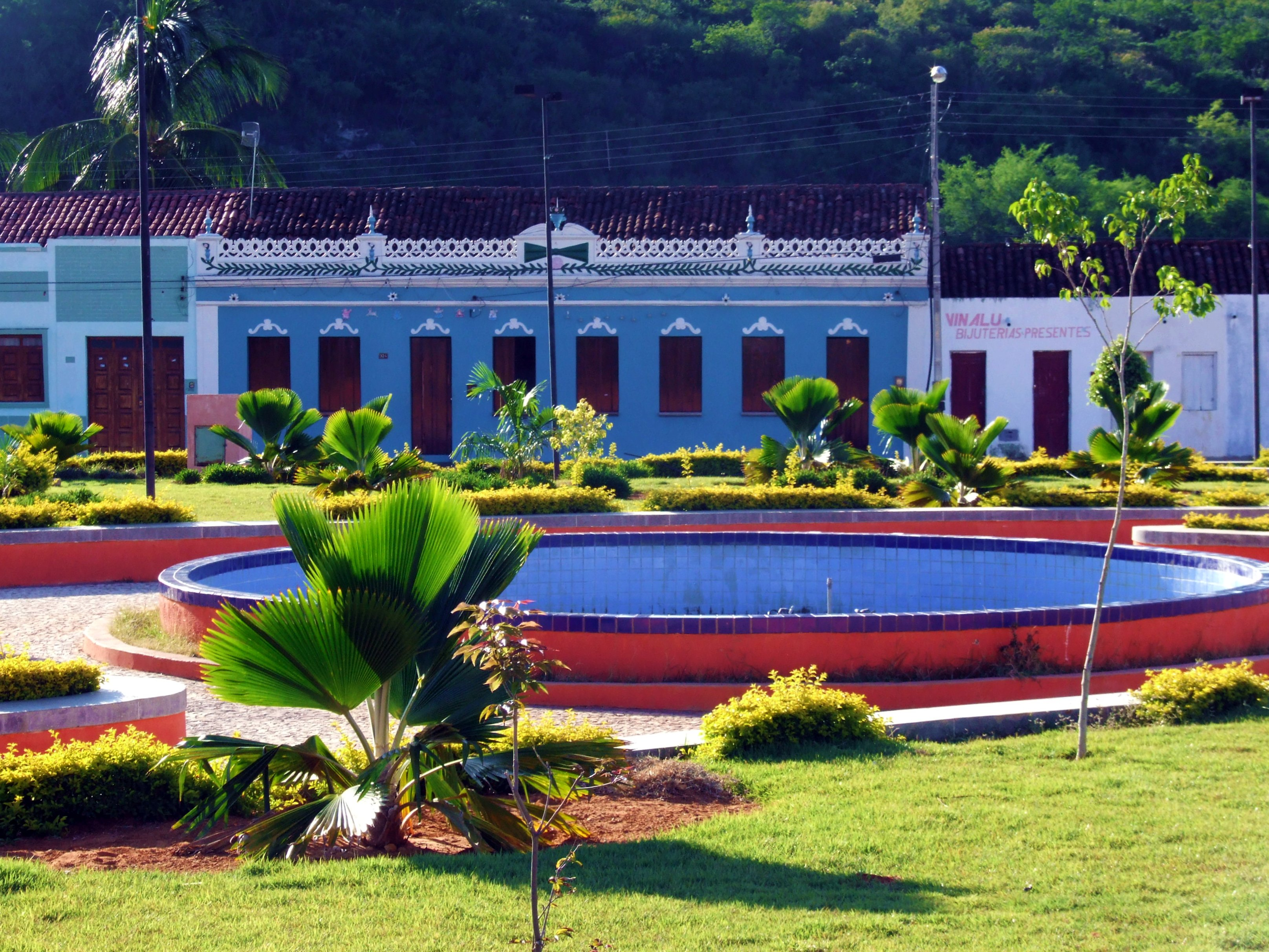
Praça em América Dourada, em 2009

América Dourada está localizada no centro-norte do estado da Bahia, estando distante a 429 quilômetros da capital estadual, Salvador. Situa-se a 11º26'7" de latitude sul e 41º25'54" de longitude oeste. Com uma área de 822,373 km², limita-se com os municípios de Cafarnaum, Canarana, João Dourado, Lapão e Morro do Chapéu. De acordo com a divisão do Instituto Brasileiro de Geografia e Estatística, o município pertence às Regiões Geográficas Intermediária de Irecê e Imediata de Irecê.
América Dourada possui altitude média de 666 m. Seu clima é o semiárido, com temperatura média anual de 22,8 °C. Com índice de pluviosidade anual de 561,1 mm, tem seu período chuvoso os meses de novembro a março. Entre os solos registrados no município, está o Cambissolos e a caatinga arbórea aberta forma sua vegetação. Pertence à bacia hidrográfica do Rio São Francisco e o Rio Jacaré está presente na abrangência do município.

## Demografia
Em 2010, a população do município foi contada pelo Instituto Brasileiro de Geografia e Estatística (IBGE) em 15 952 habitantes. Segundo o censo daquele ano, 8 071 (50,59%) habitantes eram homens e 7 881 (49,41%) mulheres. Ainda segundo o mesmo censo, 10 845 (67,98%) habitantes viviam na zona urbana e 5 107 (32,02%) na zona rural. Já segundo estimativa de 2020 a população era de 16 090 habitantes, correspondendo a 0,11% da população total do estado e fazendo com que fosse o 219º município mais populoso, na quele ano. Hoje, o município possui 15 104 habitantes, conforme prévia do censo de 2022.
O Índice de Desenvolvimento Humano Municipal (IDH-M) de América Dourada, de 0,561 em 2010, é considerado baixo pelo Programa das Nações Unidas para o Desenvolvimento (PNUD). O mesmo indicador havia sido apurado em 0,391 em 2000 e em 0,290 em 1991. Considerando-se apenas o índice de educação o valor é de 0,464, o valor do índice de longevidade é de 0,751 e o de renda é de 0,506. O coeficiente de Gini, que mede a desigualdade social, era de 0,50, sendo que 1,00 é o pior número e 0,00 é o melhor. A taxa de mortalidade infantil era de 4,93, e a expectativa de vida era de 70,05 anos em 2010, um aumento em relação a 2000, quando foi aferida em 62,05 anos.

## Política e administração

### Poder Executivo
O Poder Executivo do município é representado pelo prefeito, auxiliado por onze secretários municipais. Desde janeiro de 2021, o executivo é comandado pelo prefeito Joelson Cardoso do Rosário, do Partido Liberal (PL); o vice-prefeito é Paulo Rogério Pereira da Silva, do Partido Trabalhista Brasileiro (PTB). Joelson Cardoso do Rosário e Rogério Pereira foram eleitos na eleição municipal de 2020 com 5 360 votos (53,13% dos votos válidos).

### Poder Legislativo
O Poder Legislativo é representado pela Câmara Municipal de Vereadores, formada por onze vereadores eleitos para mandatos de quatro anos. O legislativo é dirigido pelo presidente, além do vice-presidente e do secretário. Cabe à casa elaborar e votar leis fundamentais à administração e ao Executivo, além de fiscalizá-lo. Como resultado da eleição de 2020, a Câmara Municipal ficou composta por quatro vereadores do PL, três do Partido Comunista do Brasil (PCdoB), dois do PTB, um do Partido da Social Democracia Brasileira (PSDB) e um do Partido dos Trabalhadores (PT).
Presidentes da Câmara: Francisco Pereira Filho "Gê" (2007-2008), Marcos Dourado (Baleia) (2009-2012), Evandro Oliveira do Rosário (2013/2014), Vanderlan Araújo da Silva Filho, Derlan (2017-2018).
Legislativo atual (2020-2021): Francisco Pereira Filho "Gê", Presidente; Jonas Batista de Macedo, Vice-presidente; Kymura Dourado Yoshida, 1º Secretário; Cosme Francisco de Souza, 2º Secretário; Antônio Carlos de Brito Tomé; Adalberto Barbosa de Oliveira; Edson da Silva Batista; Eneda Pires Dourado; Geovan Silva Queiroz; Manoel Messias Marques de Oliveira; e Sávio Souza Oliveira.
Na política nacional, Fernando Haddad (PT) obteve 7 472 votos (87,81%) em América Dourada no segundo turno da eleição presidencial, superando Jair Bolsonaro (PSL), que conseguiu 1 037 votos (12,19%). Para o governo da Bahia, Rui Costa (PT) recebeu 7 417 votos (90,78%) no município. Para o Senado Federal, Jaques Wagner (PT) e Ângelo Coronel (PSD) alcançaram 44,89% e 43,85% dos votos, respectivamente.

## Economia
O Produto Interno Bruto (PIB) de América Dourada foi estimado em R$ 59,1 milhões em 2010. No mesmo ano, seu PIB per capita foi avaliado em R$ 3.708,00, subindo para R$ 7.163,75 em 2018. Em 2019, as receitas da administração pública municipal foram de R$ 42 milhões, com despesas de R$ 39,7 milhões. O salário médio mensal dos trabalhadores formais em América Dourada era 2,1 salários mínimos em 2019.